# Sens (miasto)
Sens (wymowaⓘ) – miejscowość i gmina we Francji, w regionie Burgundia-Franche-Comté, w departamencie Yonne; siedziba podprefektury departamentu.
Według danych na rok 1990 gminę zamieszkiwały 27 082 osoby, a gęstość zaludnienia wynosiła 972 osoby/km² (wśród 2044 gmin Burgundii Sens plasuje się na 7. miejscu pod względem liczby ludności, natomiast pod względem powierzchni na miejscu 218.).
Nazwa miasta pochodzi od galijskiego plemienia Senonów, które w starożytności zamieszkiwało tereny obecnych departamentów Yonne oraz Sekwana i Marna.

## Zabytki
Gotycka katedra św. Szczepana wraz z pałacem arcybiskupim.

## Galeria zdjęć

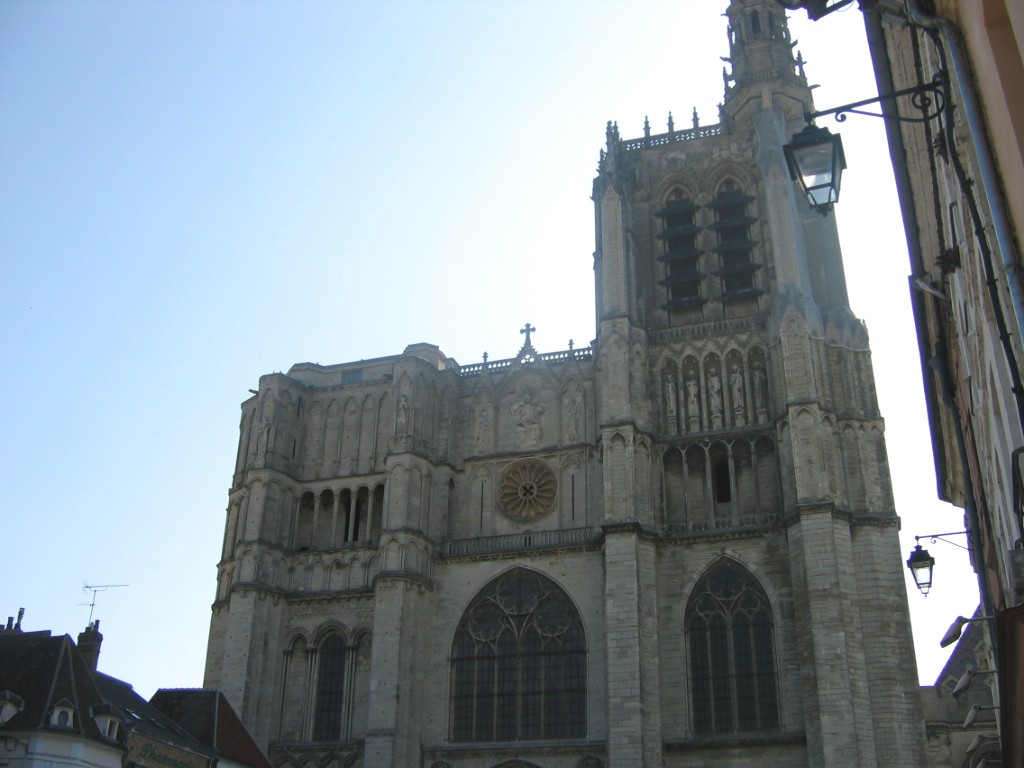
Katedra, fasada
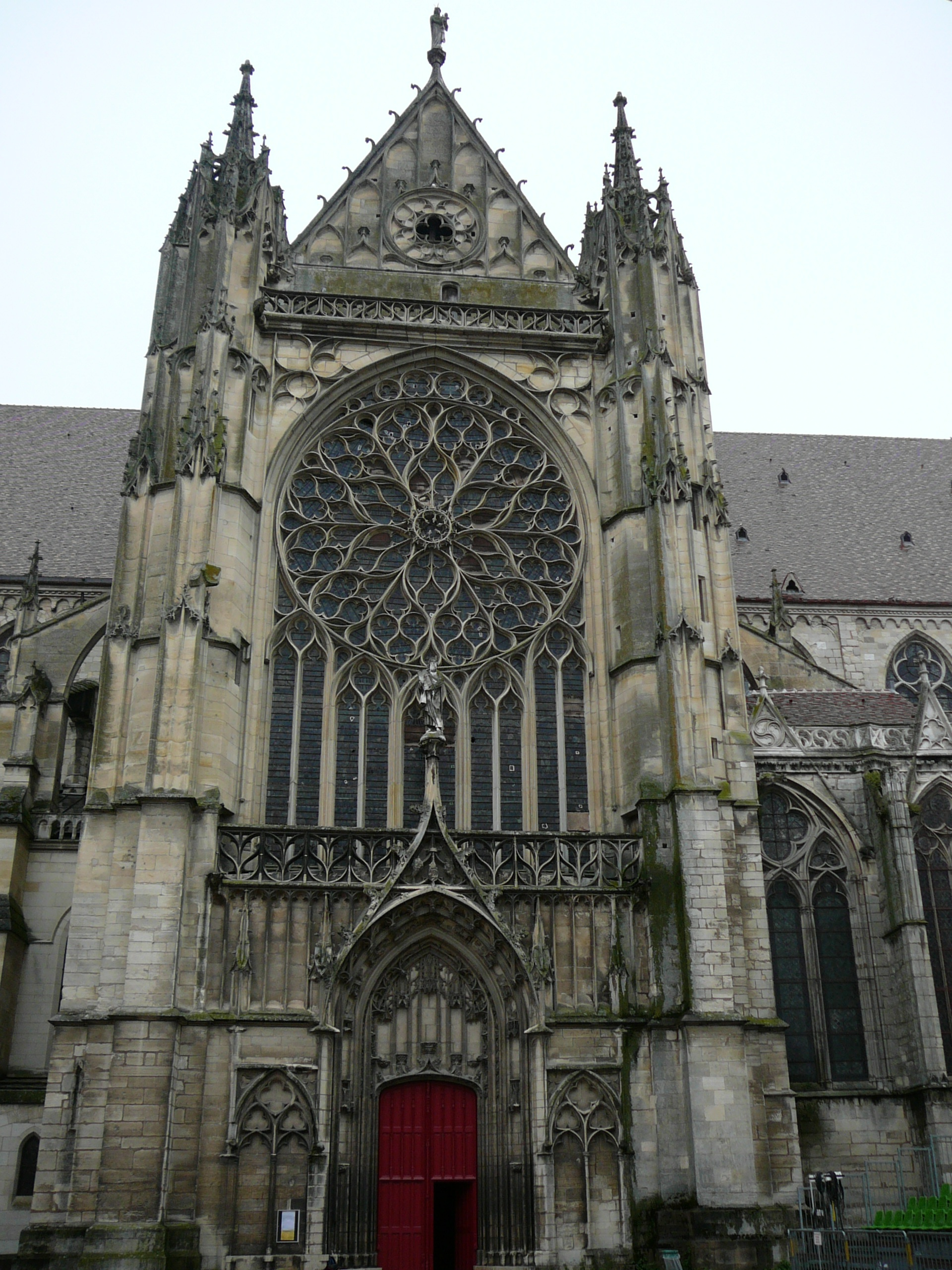
Katedra, południowe ramię transeptu
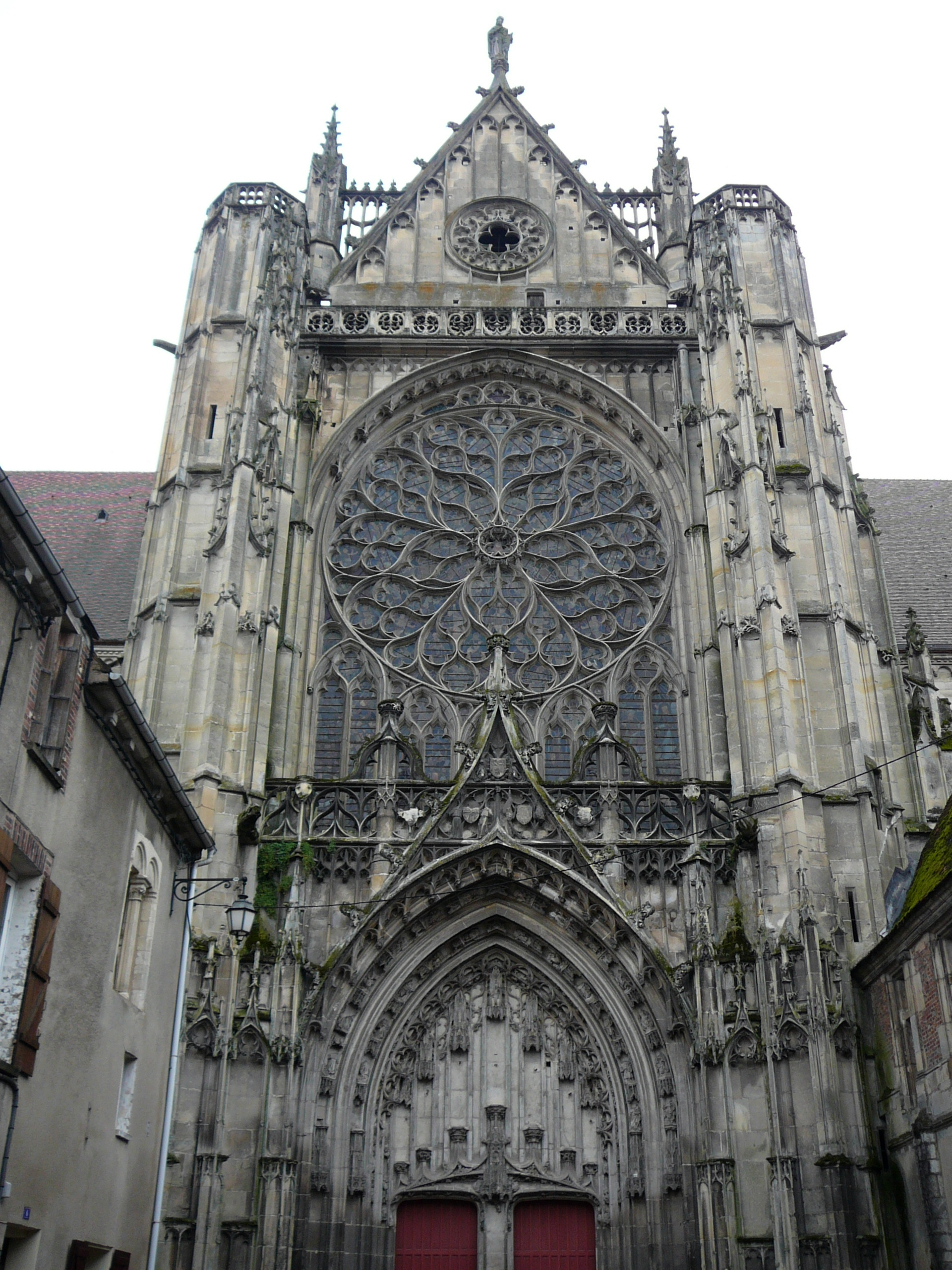
Katedra, północne ramię transeptu
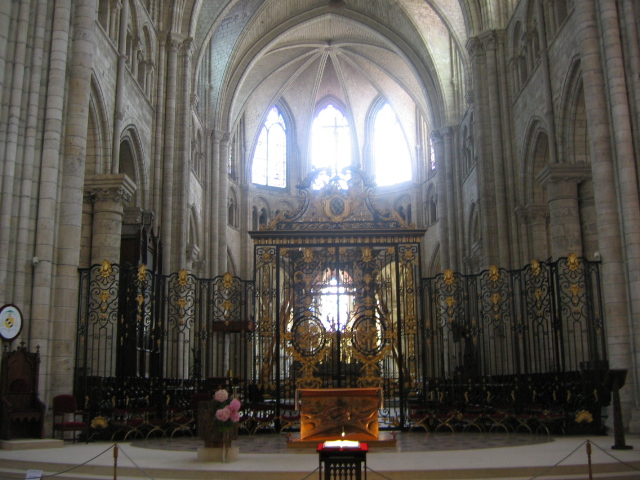
Katedra, wnętrze
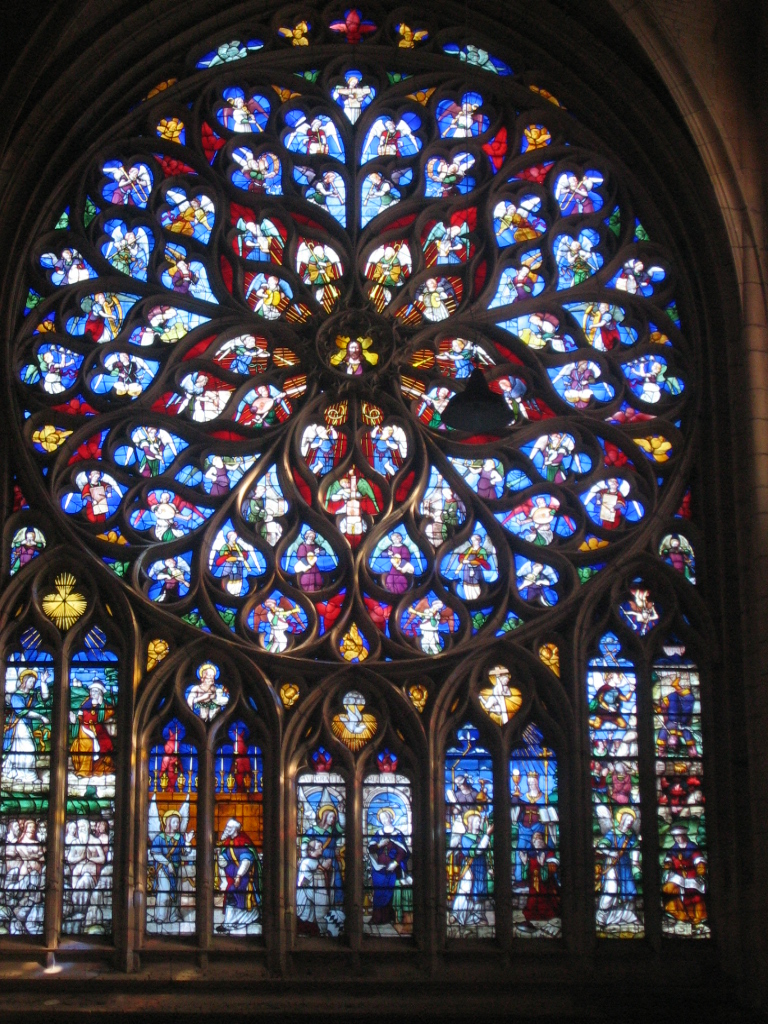
Witraż w katedrze